# HMS Achates (H12)
Pour les autres navires du même nom, voir HMS Achates.
Le HMS Achates est un destroyer de classe A construit pour la Royal Navy à la fin des années 1920.
Sa quille est posée le 11 septembre 1928 au chantier naval John Brown & Company de Clydebank, en Écosse. Il est lancé le 4 octobre 1929 et mis en service le 27 mars 1930 sous le commandement du commander Robert James Gardner.

## Historique
Le 4 avril 1932, l'Achates est impliqué dans une collision avec le destroyer HMS Active au large de Saint-Tropez, provoquant de légers dommages.

### Seconde Guerre mondiale

#### Bataille du détroit de Danemark
Au début du mois de mai 1941, l'Amirauté britannique est informée que le cuirassé allemand Bismarck pourrait tenter de percer dans l'Atlantique Nord. L'Achates reçoit alors l'ordre de se rendre à Scapa Flow pour un possible déploiement contre les forces navales allemandes. Le 22 mai, peu après minuit, l'Achates s'embarque avec les destroyers Electra, Antelope, Anthony, Echo et Icarus, escortant le croiseur de bataille Hood et le cuirassé Prince of Wales, pour couvrir les atterrages occidentaux et du nord. La force se ravitaille en carburant à Hvalfjord, en Islande, en vue de rejoindre le détroit de Danemark.
Le soir du 23 mai, le temps a commencé à se dégrader. À 20 h 55, l'amiral Lancelot Holland à bord du Hood signale aux destroyers « si vous ne pouvez pas maintenir cette vitesse, je devrai continuer sans vous. Vous devrez suivre à votre vitesse. » Le 24 mai à 2 h 15 du matin, les destroyers reçoivent l'ordre de se disperser à intervalles de 24 km pour effectuer une recherche au nord. Vers 05 h 35, les forces allemandes sont aperçues par le Hood. Les tirs commencent à 05 h 52 et neuf minutes plus tard, le croiseur britannique explose et sombre avec la quasi-totalité de ses membres d'équipage.
À 100 km de là, l'Achates apprend le naufrage du Hood et est déployé d'urgence dans la zone pour récupérer des survivants. Il y arrive quelques heures plus tard en n'ayant retrouvé aucun survivant. Seuls trois furent secourus des eaux gelées par l'Electra. Rejoint par d'autres destroyers, les navires ne retrouvent que du bois flottant, des débris et un tiroir de bureau rempli de documents. Après plusieurs heures de recherche, ils quittent les lieux.

#### Campagne de Norvègeetméditerranéenne
En juillet 1941, alors qu’il prenait position pour servir d'écran pour les porte-avions préparant des frappes aériennes contre Kirkenes et Petsamo, l'Achates touche une mine et est gravement endommagé. Il rejoint cependant son port d'attache sans souci afin d'y être réparé.
Le 8 novembre 1942, il est déployé au large d'Oran, en Algérie, pour l'opération Torch. Pendant les opérations amphibies, l'Achates détecte et attaque en compagnie du HMS Westcott (en) le sous-marin français vichyste Argonaute qui avait tenté de perturber le débarquement Allié dans la région.

#### Bataille de la mer de Barents

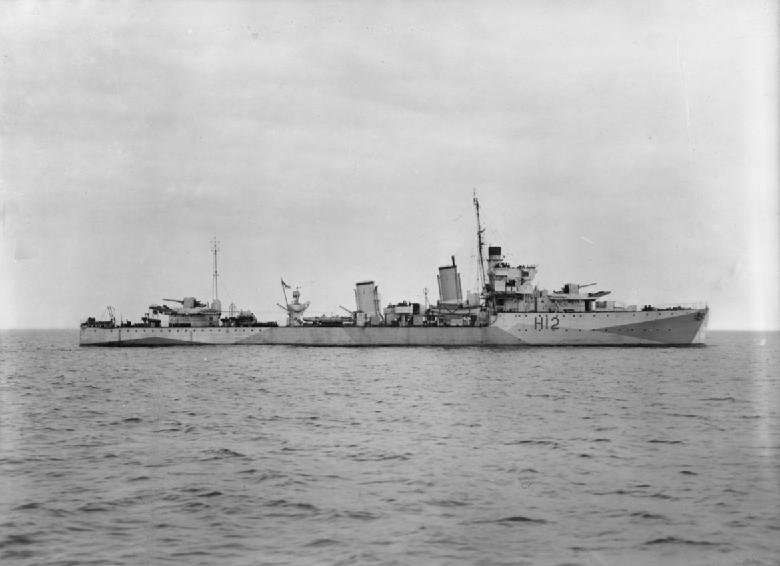
LAchates durant ses missions d'escorte.

Le 31 décembre 1942, l'Achates rejoint le service d'escorte pour protéger le convoi JW 51B transitant du Loch Ewe à Mourmansk. Escorté par deux croiseurs légers et 4 destroyers de la classe O, elle est commandée par le capitaine Robert Sherbrooke.
Le croiseur lourd allemand Admiral Hipper, le cuirassé de poche Lützow et six gros destroyers ont reçu l'ordre d'attaquer et de détruire le convoi. Bien que l'escorte fut largement sous-équipée, elle réussit à repousser l'attaque et aucun navire marchand ne fut perdu.
Dans des combats confus, le destroyer qui projetait des écrans de fumée pour protéger le convoi est touché par des navires non identifiés entre 9 h 30 et 11 h 30. Puis, à partir de 11 h 30, l'Achates est pris pour cible par l'Admiral Hipper, tuant le commandant, le capitaine de corvette Arthur Henry Tyndall Johns, et quarante membres d'équipage. Le lieutenant L. E. Peyton-Jones, lieutenant de vaisseau, prend le commandement et, malgré les graves dégâts causés par le bombardement, l'Achates poursuit ses opérations de projection de fumée. À 13 h 30, il sombre à environ 135 milles marins (250 km) à l'est-sud-est de l'île aux Ours, à la position géographique 73° 18′ N, 30° 06′ E. 113 marins décèdent dans le naufrage et 80 (ou 81) sont sauvés des eaux glacées de l'Arctique. Un décède plus tard sur le chalutier Northern Gem, venu en aide à l'Achates. En réponse, le croiseur léger Sheffield endommagea l'Admiral Hipper et coula son navire d'escorte Z 16 Friedrich Eckoldt.